# Cleora sesquibrunnea
Cleora sesquibrunnea är en fjärilsart som beskrevs av Fletcher 1953. Cleora sesquibrunnea ingår i släktet Cleora och familjen mätare. Inga underarter finns listade i Catalogue of Life.